# Sigfred Pedersen
Sigfred (Henrik) Pedersen (født 10. marts 1903 i Harndrup på Fyn, død 2. december 1967 i Helsingør) var en dansk visedigter, litteraturanmelder, maler, skuespiller, restauratør og journalist. Han blev student fra Odense Katedralskole i 1923 og cand. polit. i 1931. Han var fra 1943 gift med visesangeren Else Sigfred Pedersen, født Bloch-Sørensen (1916 – 1969).
Sigfred Pedersens bogdebut var digtsamlingen Forårets viser og somrens vers fra 1927. Af hans store produktion af viser er Katinka, Katinka, luk vinduet op, Nu går våren gennem Nyhavn, Tørresnoren og Den gamle skæreslibers forårssang de mest kendte.
Han udstillede som maler på Kunstnernes Efterårsudstilling 1931-1933.
Som skuespiller medvirkede han bl.a. i filmen Der var engang en vicevært.
Som ung Cand.polit. arbejdede Sigfred Pedersen nogle år i et forsikringsselskab, før han valgte det muntre liv i det indre København. Sigfred Pedersen var særligt tiltrukket af Nyhavn, hvor han fandt inspiration til sine digte og viser og underholdt på beværtninger. Sigfred Pedersen drev 1940-1942 Wessels Kro i Sværtegade.
Komponisten Niels Clemmensen satte musik til mange af Sigfred Pedersens viser.
I forbindelse med Sigfred Pedersens 100 års fødselsdag d. 10 marts 2003 udgav Gyldendals pladeselskab Exlibris en hyldest-cd, "Nu går våren gennem Nyhavn", til Sigfred Pedersens minde. På cd'en medvirkede en lang række danske kunstnere med deres personlige bidrag. Blandt de medvirkende var Erik Grip, Janne Lærkedahl, Povl Dissing, Theis Jensen, Peter Abrahamsen, Henrik Strube, Dræsinebanden, Bente Kure m.fl. Cd'en har solgt over 10.000 eksemplarer.
I 2009 udsendte et hold af danske kunstnere en cd under titlen "Solskin og dagligt brød" på pladeselskabet Oskar. Samme hold, som bestod af Janne Lærkedahl, Bente Kure, Peter Abrahamsen, Leif Ernstsen og Torben Kjær, turnerede med Sigfred Pedersens tekster og dannede gruppen Sigfred Pedersen Cabareten.
Peter Abrahamsen præsenterede på denne cd nye melodier til tekster: "Den røde kjole", "Pinsefrokost i det grønne" og "Peddersen".
Selskabet for Dansk Memorabilitet navngav ved mødet i 2010 "Sigfred Pedersens Plads" nær Nyhavn efter digteren.[kilde mangler]
Humlemagasinet i Harndrup rummer et Sigfred Pedersen museum.
Sigfred Pedersen er urnebegravet i Helsingør.